# Condado de Lonoke
O Condado de Lonoke é um dos 75 condados do estado americano do Arkansas. Sua sede de condado é Lonoke, e sua maior cidade é Cabot. Sua população, segundo o censo americano de 2000, é de 52 828 habitantes.